# Filar Abazego
Filar Abazego – skała w lewych zboczach Doliny Bolechowickiej we wsi Karniowice w województwie małopolskim, w powiecie krakowskim, w gminie Zabierzów. Jest to teren Wyżyny Olkuskiej w obrębie Wyżyny Krakowsko-Częstochowskiej. Dolina Bolechowicka, wraz ze znajdującymi się w niej skałami znajduje się w obrębie Rezerwatu przyrody Wąwóz Bolechowicki, dopuszczalne jest jednak uprawianie w niej wspinaczki skalnej.
Filar Abazego znajduje się na terenie otwartym. Stanowi zachodnie zakończenie skalnej grzędy opadającej z lewych zboczy doliny do jej dna. Jest to wapienna skała o wysokości 25 m i ścianach pionowych lub przewieszonych. Mają wystawę zachodnią, północno-zachodnią i południowo-zachodnią. Są na nich 33 drogi wspinaczkowe o trudności od IV do VI.6 w skali trudności Kurtyki i długości do 30 m:
Filar Abazego wraz ze znajdującym się w prawych zboczach doliny Filarem Pokutników tworzy Bramę Bolechowicką, będącą jedną z najbardziej imponujących skalnych widoków na całej Wyżynie Krakowsko-Częstochowskiej. Jest to także jeden z najbardziej popularnych rejonów wspinaczkowych. Obecnie drogi wspinaczkowe mają zamontowaną pełną asekurację i wspinaczka odbywa się tutaj przy pomocy dolnej asekuracji, lub na wędkę, dawniej jednak wspinano się techniką hakową i na wędkę. Wspinano się tutaj już od 1925 r. Wiele słynnych, historycznych przejść. W 1926 Karol Wallisch przeszedł drogą Rysa Wallischa (obecnie V-). Dwa lata później tę samą drogę przeszedł bez asekuracji. Wówczas była to najtrudniejsza droga wspinaczkowa w tym rejonie. W 1941 Cz. Łapiński i K. Paszucha przeszli Zacięcie w Abazym (VI.2+). W 1953 lub 54 Andrzej Pietsch i Bogusław Zagajewski dokonali przełomu w historii polskiej wspinaczki – jako pierwsi zamienili górną asekurację na dolną, przechodząc Ryski nad Tablicami (VI+). W 1979 Konstanty Miodowicz przeszedł tę drogę bez asekuracji. W 2011 P. Kruczek przeszedł po raz pierwszy najtrudniejszą w Filarze Abazego drogę Klops (VI.6).

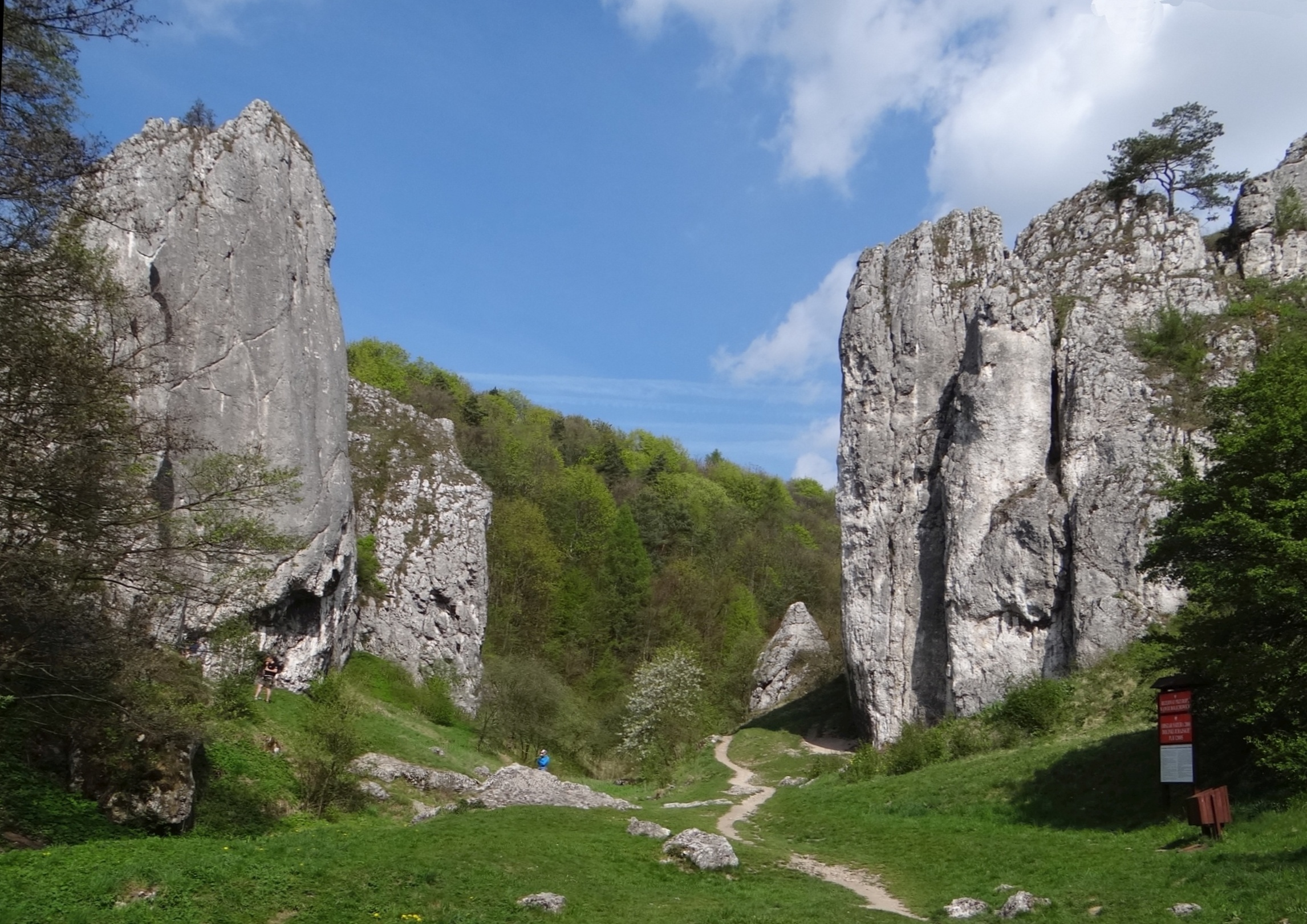
Brama Bolechowicka
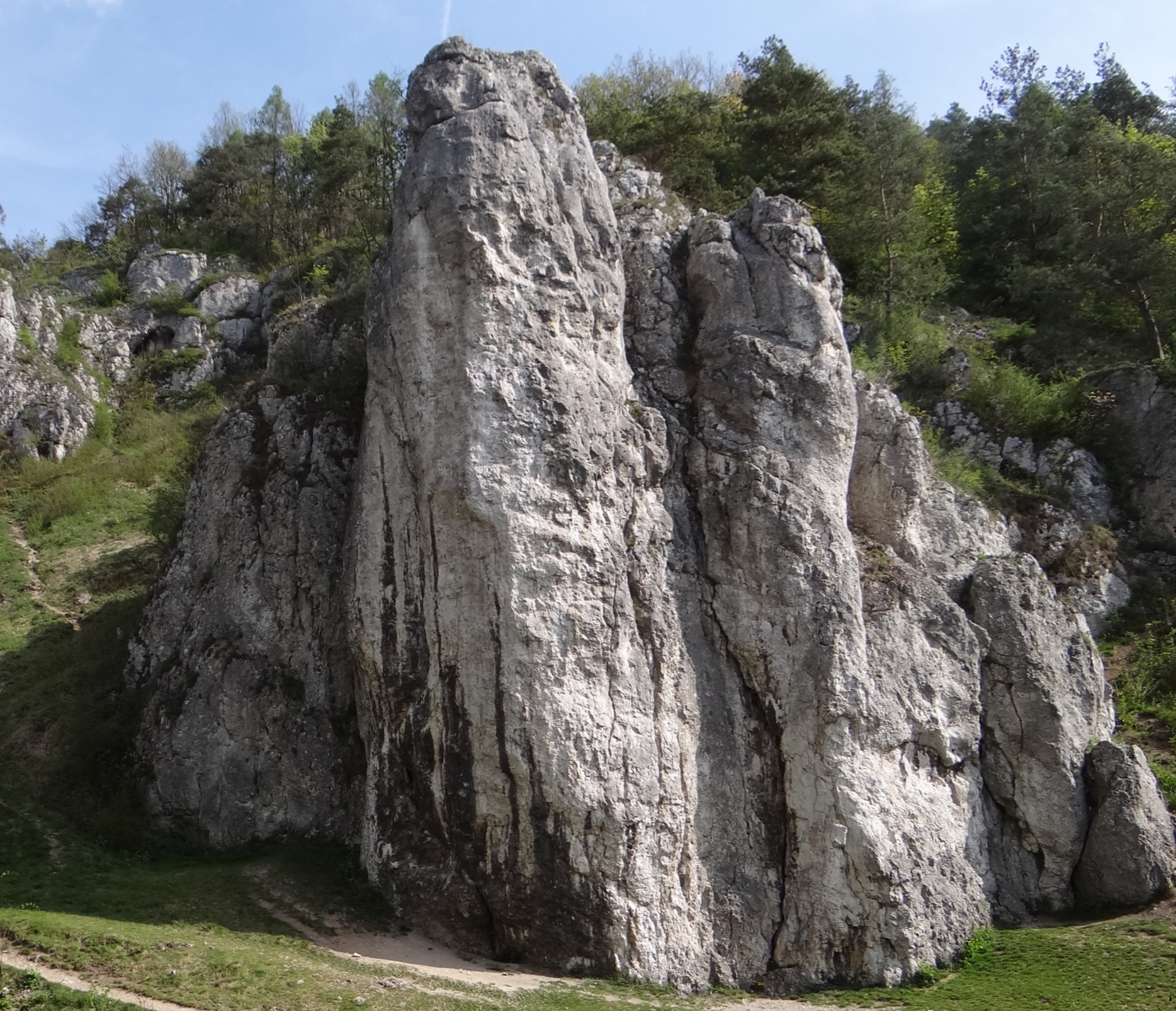
Filar Abazego
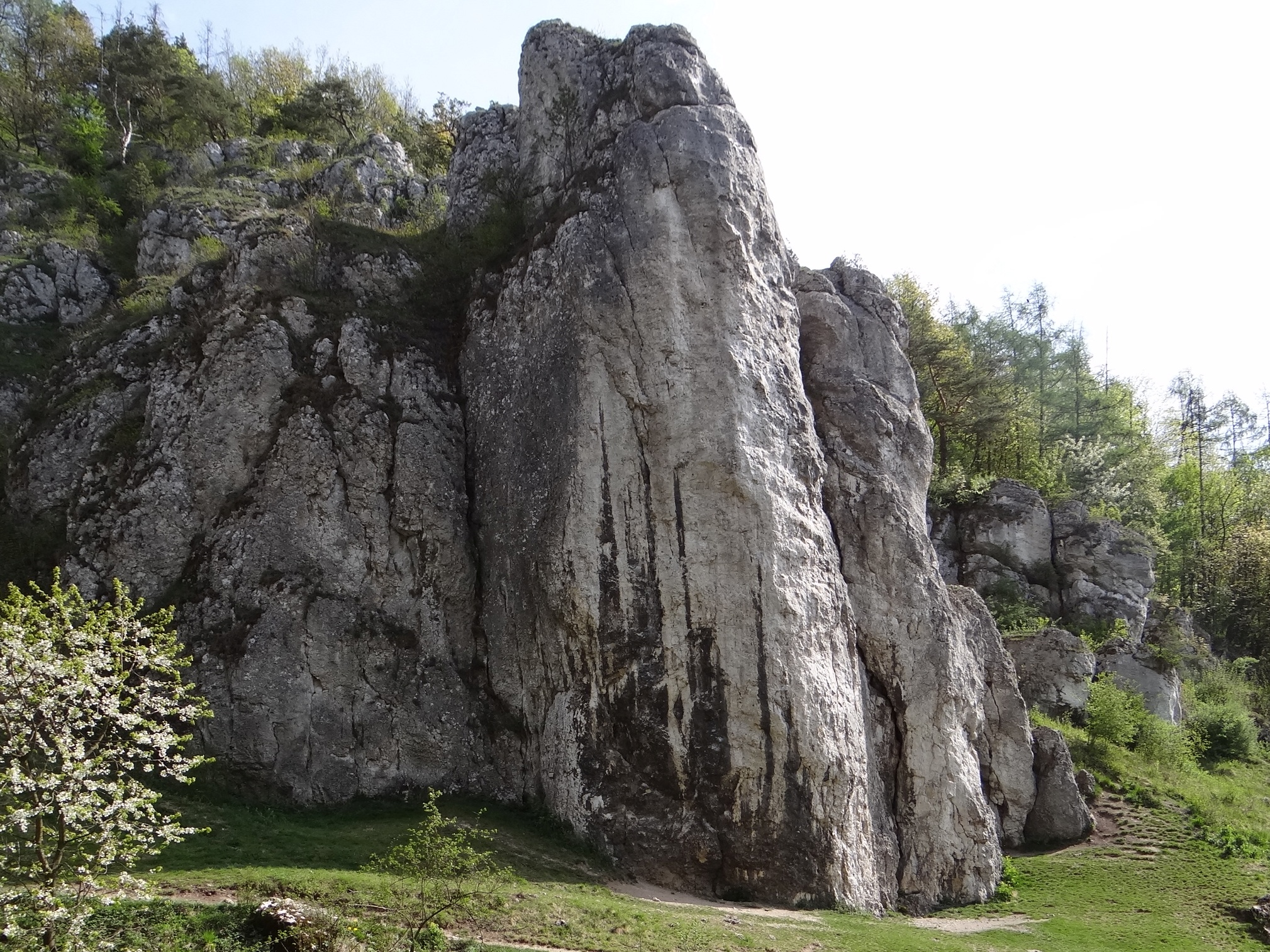
Filar Abazego
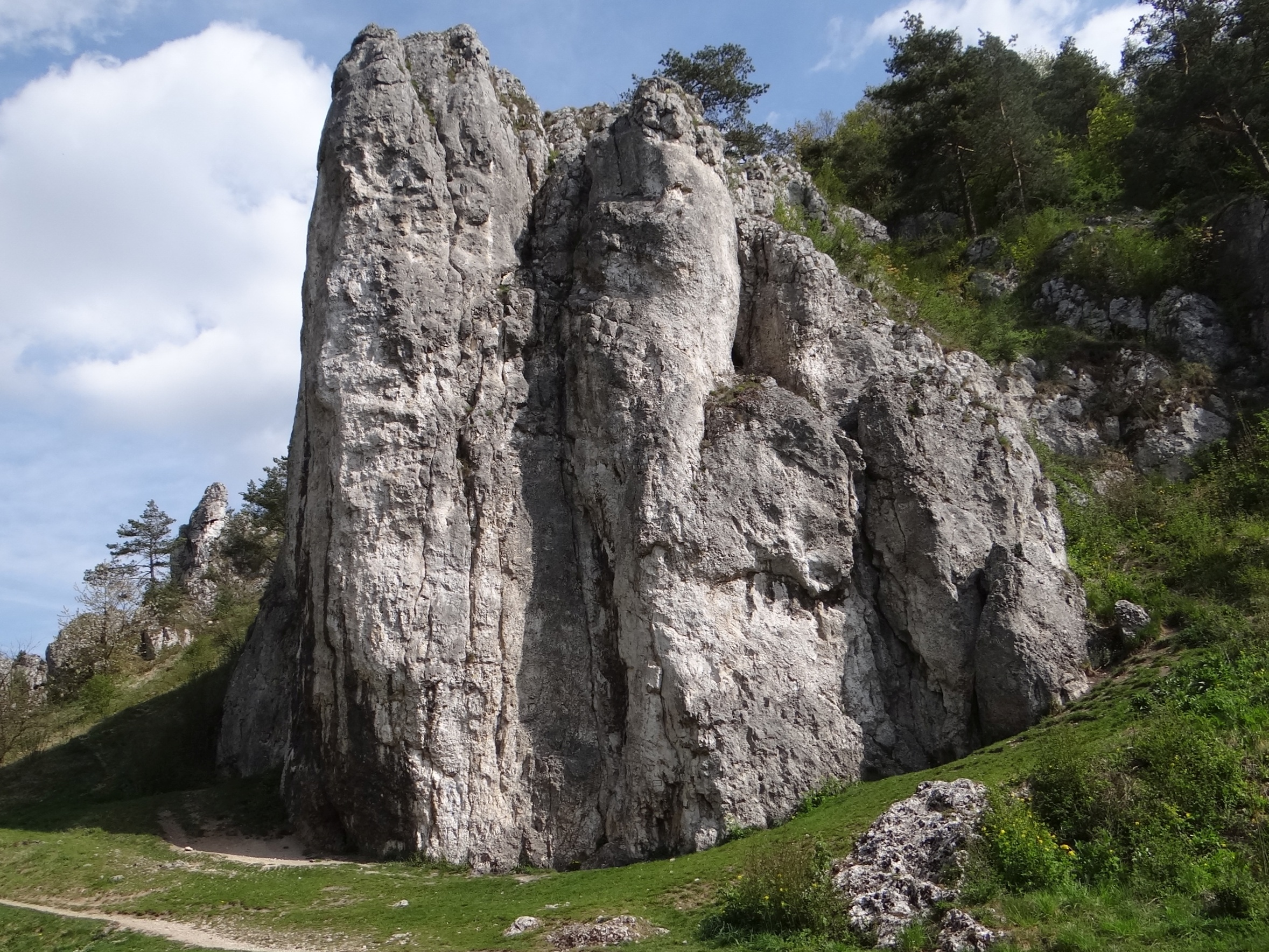
Filar Abazego
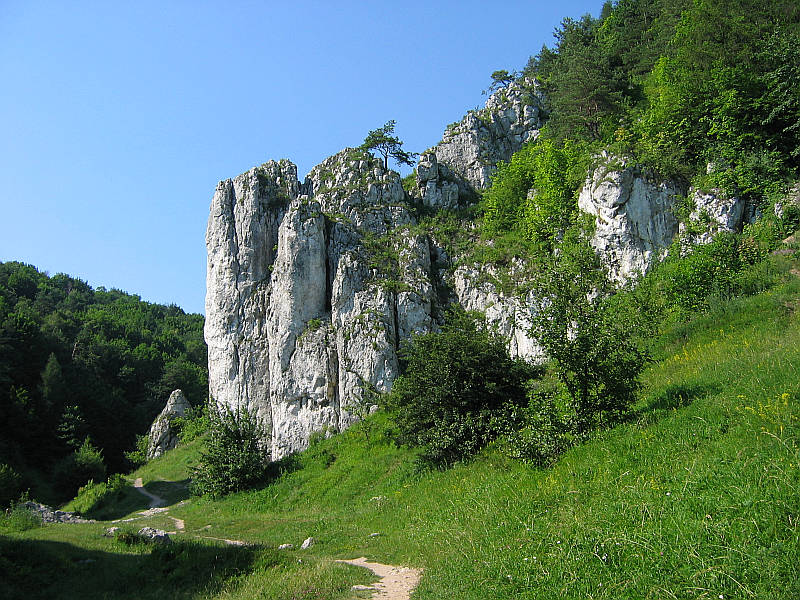

## Drogi wspinaczkowe
Są 32 drogi wspinaczkowe i jeden projekt. Wszystkie drogi mają zamontowane stałe punkty asekuracyjne: ringi (r), stanowisko zjazdowe (st) lub ring zjazdowy (rz).

Filar Abazego I
1. Zacięcie w Abazym; 9r + st, VI.2+, 22 m
2. Abazy Pasza; 9r + st, VI.3, 22 m
3. Zacięcie w Abazym wprost; 8r + st, VI.3, 22 m
4. Wariant Iwony; 9r + st, VI.5+, 24 m
5. Przybycie Tytanów; 10r + st, VI.5+, 24 m
6. Montokwas 212; 9r + st, VI.5, 24 m
7. Skalne sztafety; 9r + st, VI.5, 24 m
8. Abazy; 10r + st, VI.3+, 24 m
9. Abazy wprost; 10r + st, VI.4, 24 m
10. Abazy w prawo; 10r + st, VI.3+, 24 m
11. Wariacje; 10r + st, VI.5+, 24 m
12. Klops; 9r + st, VI.5+/6, 24 m
13. Void where prohibited; 8r + st, VI.3+, 24 m
14. Maska; 9r + st, VI.5+, 25 m
15. Ryski Myszkowskiego; 9r + st, VI.2+, 22 m
16. Akslop; 9r + st, VI.5+, 25 m
17. Ryski nad tablicą; 10r + st, VI+, 22 m
18. Ryski erektusa; 10r + st, VI.2, 23 m
19. Warianty Emila Kamikadze; 6r + st, VI.3, 22 m
20. Emil Erectus; 8r + st, VI.3, 24 m
21. Rysa Wallischa; 9r + st, V-, 20 m
22. Filar Wallischa; 7r + ST 	VI.1, 20 m
23. Ostatni ranałt na Jurze; 7r + st, VI.1+, 20 m
24. Depresja Malczyka; 2r + rz, VI, 15 m
25. Projekt; ST, 20 m
26. Marzenia Sprocketa; 2r + st, VI.2+, 8 m
27. Mały Wallisch; 4r + rz, IV, 15 m
28. Krwawa pięść; rz, V, 15 m

Filar Abazego II
1. Lewa żółta ścianka; V+, 15 m
2. Prawa żółta ścianka; V-, 15 m
3. Gładki kominek; IV+, 20 m
4. Rezerwat przygody; 6r + st, VI.3, 15 m
5. Kombinat modlitewny; 7r + st, VI.3, 18 m[4].